# Gnathophis
Gnathophis è un genere di pesci ossei marini appartenenti alla famiglia Congridae.

## Distribuzione e habitat
Le specie sono diffuse in tutti i mari tropicali e subtropicali. Nel mar Mediterraneo è presente la specie Gnathophis mystax.

## Specie
- Gnathophis andriashevi
- Gnathophis asanoi
- Gnathophis bathytopos
- Gnathophis bracheatopos
- Gnathophis capensis
- Gnathophis castlei
- Gnathophis cinctus
- Gnathophis codoniphorus
- Gnathophis ginanago
- Gnathophis grahami
- Gnathophis habenatus
- Gnathophis heterognathos
- Gnathophis heterolinea
- Gnathophis leptosomatus
- Gnathophis longicauda
- Gnathophis macroporis
- Gnathophis melanocoelus
- Gnathophis microps
- Gnathophis musteliceps
- Gnathophis mystax
- Gnathophis nasutus
- Gnathophis neocaledoniensis
- Gnathophis nystromi
- Gnathophis parini
- Gnathophis smithi
- Gnathophis tritos
- Gnathophis umbrellabius
- Gnathophis xenica[1]